# Service de police de Charlottetown
Le Service de police de Charlottetown est la force policière de Charlottetown, Île-du-Prince-Édouard, Canada.
La police a 74 officiers et 14 membres du personnel. Son chef est Paul Smith avec les chefs adjoints Richard Collins et Gary McGuigan.

## Opérations
Les différentes sections sont:
- Administrative
- Arrêté municipal
- Patrouille
- Enquête criminelle
- Circulation
- Dossiers
- Télécommunications
- Identification
- Swat

L'unité fut impliquée dans la Force de maintien de la paix des Nations unies et la National Weapons Enforcement.

## Histoire

### Anciens chefs de Police
- Paul Smith, 1994 - Présent
- Don Webster, 1988-1994
- Charles Ready, 1979-1988
- Don Saunders, 1974-1979
- Sterns Webster, 1963-1974
- C.W. MacArthur, 1949-1963
- A. Birtwhistle, 1927-1949

### Anciens Marshalls
- Wallace Shaw, 1925-1927
- Charles Cameron, 1888-1925
- George Passmore, 1880-1888
- Thomas Flynn, 1869-1880
- Angus MacLeod, 1862-1869
- James Evans, 1857-1862
- Michael O'Hara, 1855–1857